# Christopher Denham
Pour les articles homonymes, voir Denham.
Christopher Denham, né en 1985 à Alsip (Illinois), est un acteur, réalisateur et scénariste américain.

## Biographie
En 2011 et 2012, il incarne ses deux premiers rôles principaux au cinéma dans le film Sound of My Voice de Zal Batmanglij et Forgetting the Girl (en) de Nate Taylor.
En 2012, il joue le rôle de Mark Lijek dans le film Argo de Ben Affleck. Sa performance d'acteur partagée avec une partie de la distribution sera récompensée ainsi que le film à de nombreuses reprises au cours de différentes cérémonies,.
Après avoir été récompensé à la réalisation et au scénario de son premier film pour Home Movie (en) en 2008, il décide de réitérer l'expérience en 2014. Durant cette même année, il écrit et réalise son deuxième film Preservation, dont les droits ont été acquis par la société XYZ Films,.
De 2014 à 2015, il interprète le rôle de Jim Meeks dans la série télévisée Manhattan au côté de John Benjamin Hickey et Mamie Gummer.
En 2015, il joue dans la pièce de théâtre China Doll de David Mamet aux côtés d'Al Pacino.
En 2017, il obtient un rôle récurrent lors de la deuxième saison dans la série Billions.

## Filmographie

### Cinéma
- 2005 : Headspace (en) d'Andrew van den Houten : Alex Borden
- 2007 : Blackbird (en) d'Adam Rapp : Clarke
- 2007 : La Guerre selon Charlie Wilson (Charlie Wilson's War) de Mike Nichols : Mike Vickers
- 2008 : El Camino d'Erik S. Weigel : Gray
- 2009 : Duplicity de Tony Gilroy : Ronny Partiz
- 2009 : Alexander the Last de Joe Swanberg : acteur
- 2009 : Bottleworld d'Alexander Smith : Fred
- 2010 : Shutter Island de Martin Scorsese : Peter Breene
- 2010 : Camp Hell de George VanBuskirk : Christian
- 2011 : Sound of My Voice de Zal Batmanglij : Peter Aitken
- 2011 : Restive de Jeremiah Jones : Lott
- 2011 : Enter Nowhere de Jack Heller : Kevin
- 2012 : Forgetting the Girl (en) de Nate Taylor : Kevin Wolfe
- 2012 : Argo de Ben Affleck : Mark Lijek
- 2012 : The Bay de Barry Levinson : Sam
- 2014 : Bad Country de Chris Brinker : Tommy Weiland
- 2016 : Money Monster de Jodie Foster : Ron Sprecher
- 2017 : Camera Obscura d'Aaron B. Koontz : Jack Zeller
- 2018 : Fast Color de Julia Hart : Bill
- 2021 : Being the Ricardos d'Aaron Sorkin
- 2023 : Oppenheimer de Christopher Nolan : Klaus Fuchs
- 2023 : Qui a tué Maggie Moore(s) ? (Maggie Moore(s)) de John Slattery : Andrew Moore
- 2023 : DogMan de Luc Besson : Ackerman

### Courts métrages
- 2005 : Dealbreaker de Gwyneth Paltrow et Mary Wigmore : Travis
- 2007 : The Key to Reserva (en) de Martin Scorsese : Leonard

### Télévision
Téléfilm
- 2007 : Two Families de Michael Engler : Greg

#### Séries télévisées
- 2003 : New York, unité spéciale (Law and Order: Special Victims Unit) : Joey Field (saison 4, épisode 11)
- 2007 : New York, police judiciaire (Law and Order) : Gerald Stockwell (saison 17, épisode 16)
- 2010 : Rubicon : Evan Hadas (saison 1, épisode 3)
- 2012 : Person of Interest : Kyle Morrison (saison 1, épisode 18)
- 2013 : Double Jeu (Deception) : Remy Colville (saison 1, épisode 1)
- 2013 : Following (The Following) : Vince McKinley (3 épisodes)
- 2013 : The Good Wife : Trent Buckley (saison 4, épisode 22)
- 2014-2015 : Manhattan : Jim Meeks (23 épisodes)
- 2017 : Billions : Oliver Dake (8 épisodes)
- 2017 : The Blacklist: Redemption : Brian Mayhew (saison 1, épisode 4)

### Comme scénariste
- 2008 : Home Movie (en) (également réalisateur)
- 2008 : The Seed de Joseph Hahn (court métrage)
- 2014 : Preservation (également réalisateur)
- 2015 : Area 51 d'Oren Peli

## Distinctions
Sauf indication contraire, les informations mentionnées dans cette section peuvent être confirmées par la base de données cinématographiques IMDb,  présente dans la section « Liens externes ».

### Récompenses
- Festival international du film de Catalogne 2008 : Citizen Kane Award de la meilleure révélation de l'année comme réalisateur pour Home Movie (en)[10]
- Festival du film de Hollywood 2012 : distribution de l'année (partagé avec Ben Affleck, Bryan Cranston, John Goodman, Alan Arkin, Tate Donovan, Clea DuVall, Scoot McNairy, Kerry Bishé, Rory Cochrane, Victor Garber, Kyle Chandler, Željko Ivanek, Titus Welliver, Bob Gunton, Philip Baker Hall, Richard Kind, Michael Parks, Christopher Stanley (en) et Taylor Schilling) pour Argo
- Festival international du film de Palm Springs 2013 : meilleure distribution (partagé avec Ben Affleck, Bryan Cranston, Alan Arkin, John Goodman, Victor Garber, Tate Donovan, Clea DuVall, Scoot McNairy, Rory Cochrane, Kerry Bishé, Kyle Chandler et Chris Messina) pour Argo[3]
- Screen Actors Guild Awards 2013 : meilleure distribution pour une performance d'acteur dans un film (partagé avec Ben Affleck, Bryan Cranston, Alan Arkin, John Goodman, Kerry Bishé, Rory Cochrane, Kyle Chandler, Tate Donovan, Clea DuVall, Victor Garber, Scoot McNairy et Chris Messina) pour Argo[4]

### Nominations
- Phoenix Film Critics Society Awards 2012 : meilleure performance d'ensemble (partagé avec Ben Affleck, Bryan Cranston, Alan Arkin, John Goodman, Tate Donovan, Clea DuVall, Scoot McNairy, Kerry Bishé, Rory Cochrane, Kyle Chandler, Victor Garber, Chris Messina et Željko Ivanek) pour Argo
- San Diego Film Critics Society Awards 2012 : meilleure performance d'ensemble (partagé avec Ben Affleck, Bryan Cranston, Alan Arkin, John Goodman, Victor Garber, Tate Donovan, Clea DuVall, Scoot McNairy, Rory Cochrane, Kerry Bishé, Kyle Chandler, Chris Messina, Željko Ivanek, Titus Welliver et Sheila Vand) pour Argo
- Awards Circuit Community Awards 2012 : meilleure distribution (partagé avec Ben Affleck, Bryan Cranston, Alan Arkin, John Goodman, Victor Garber, Scoot McNairy, Kyle Chandler, Clea DuVall, Tate Donovan, Rory Cochrane, Kerry Bishé et Chris Messina) pour Argo
- Central Ohio Film Critics Association 2013 : meilleure distribution (partagé avec Chris Messina, Bryan Cranston, Scoot McNairy, Rory Cochrane, Kerry Bishé, Clea DuVall, Alan Arkin, Tate Donovan, Kyle Chandler, Victor Garber, John Goodman et Ben Affleck) pour Argo
- Gold Derby Awards 2013 : meilleure distribution d'ensemble (partagé avec Ben Affleck, Bryan Cranston, Kerry Bishé, Alan Arkin, Kyle Chandler, Rory Cochrane, Tate Donovan, Clea DuVall, Victor Garber, John Goodman, Željko Ivanek et Scoot McNairy) pour Argo